# José Rafael Revenga
José Rafael Revenga y Hernández (Caracas, Provincia de Caracas, Capitanía General de Venezuela, 24 de noviembre de 1786-Caracas, Provincia de Caracas, Venezuela, 9 de marzo de 1852) fue un jurista venezolano, ministro de Relaciones Exteriores, embajador de la Gran Colombia en el Reino Unido en 1822 y secretario privado de Simón Bolívar, cuando este viajó a Caracas en 1827. Sus restos descansan en el Panteón Nacional.

## Vida
José Rafael Revenga apoyó la causa independentista de Venezuela desde un inicio de abril de 1810, ingresó a sus filas en agosto de 1810 como ministro de Relaciones Exteriores. En marzo de 1811 fue enviado por el primer Congreso venezolano, junto con Telésforo de Orea, en misión al gobierno de los Estados Unidos. A pesar de reunirse con el presidente James Madison y el secretario de Estado, la misión no llegó a nada concreto tras la caída de la Primera República en julio de 1812. Desde Estados Unidos, Revenga viajó a Cartagena de Indias, donde desde 1815 se desempeñó como secretario de Simón Bolívar. Tras la reconquista de la Nueva Granada por los realistas, decidió regresar a Estados Unidos en 1816 donde colaboró con Francisco Xavier Mina en sus planes de realizar una expedición libertadora a México; pero no lo acompañó en esto, prefiriendo regresar a Venezuela en 1818. El mismo año contribuyó a la fundación del semanario Correo del Orinoco en Angostura.

En 1822, como Ministro Plenipotenciario de Gran Colombia ante Gran Bretaña, negoció el reconocimiento por parte de Gran Bretaña de Gran Colombia como país independiente. Se quejó al gobierno británico bajo la dirección de Simón Bolívar sobre la presencia de colonos británicos en Esequibo territorio reclamado por Venezuela: 
“Los colonos de Demerara y Berbice han usurpado una gran porción de tierra, que según tratados recientes entre España y Holanda, pertenece a nuestro país al Oeste del río Esequibo. Es absolutamente indispensable que estos pobladores sean puestos bajo la jurisdicción y obediencia de nuestras leyes, o sean retirados a sus antiguas posesiones”.
En Londres negocio el arreglo de los asuntos fiscales de Colombia en el viejo continente. En 1825, regresó a Colombia con la noticia de que Inglaterra había decidido reconocer a la nueva nación. Está enterrado en el Panteón Nacional de Venezuela.